# Patinação artística na Universíada de Inverno de 1991
As competições de patinação artística na Universíada de Inverno de 1991 foram disputadas em Sapporo, Japão, entre 2 e 10 de março de 1991.

## Medalhistas
| Evento               | Ouro                                                 | Prata                                                   | Bronze                                           | Ref.  |
| -------------------- | ---------------------------------------------------- | ------------------------------------------------------- | ------------------------------------------------ | ----- |
| Individual masculino | Michael Chack · Estados Unidos                       | Jung Sung-il · Coreia do Sul                            | Oleg Tataurov · União Soviética                  | [ 1 ] |
| Individual feminino  | Tonia Kwiatkowski · Estados Unidos                   | Kyoko Ina · Estados Unidos                              | Bo Zhang · China                                 | [ 1 ] |
| Duplas               | Marina Eltsova · Andrei Bushkov · União Soviética    | Evgenia Chernyshova · Dmitri Sukhanov · União Soviética | Dawn Goldstein · Troy Goldstein · Estados Unidos | [ 1 ] |
| Dança no gelo        | Ilona Melnichenko · Gennadi Kaskov · União Soviética | Irina Romanova · Igor Yaroshenko · União Soviética      | Ivana Střondalová · Milan Brzý · Tchecoslováquia | [ 1 ] |

## Quadro de medalhas
| Ordem | País            | Medalha de ouro | Medalha de prata | Medalha de bronze |    |
| ----- | --------------- | --------------- | ---------------- | ----------------- | -- |
| 1     | União Soviética | 2               | 2                | 1                 | 5  |
| 2     | Estados Unidos  | 2               | 1                | 1                 | 4  |
| 3     | Coreia do Sul   |                 | 1                |                   | 1  |
| 4     | China           |                 |                  | 1                 | 1  |
| 4     | Tchecoslováquia |                 |                  | 1                 | 1  |
| TOTAL | TOTAL           | 4               | 4                | 4                 | 12 |